# Mistrzostwa Świata w Narciarstwie Alpejskim 1939 – kombinacja mężczyzn
Kombinacja mężczyzn na 9. Mistrzostwach Świata w Narciarstwie Alpejskim została rozegrana w dniach 12 - 14 lutego 1939 roku. Tytułu sprzed roku nie obronił Francuz Émile Allais, który nie ukończył rywalizacji. Nowym mistrzem świata został reprezentujący III Rzeszę Josef Jennewein, drugie miejsce zajął jego rodak - Wilhelm Walch, a brązowy medal zdobył Rudolf Rominger ze Szwajcarii.
Kombinację ukończyło 23. zawodników. Żeby zostać sklasyfikowanym zawodnik musiał ukończyć dwie pozostałe konkurencje: zjazd i slalom. 

## Wyniki
| Pozycja | Zawodnik               | Państwo         | Zjazd | Slalom | Wynik |
| ------- | ---------------------- | --------------- | ----- | ------ | ----- |
| 01 !    | Josef Jennewein        | III Rzesza      | 208,0 | 137,8  | 345,8 |
| 02 !    | Wilhelm Walch          | III Rzesza      | 210,3 | 141,7  | 352,0 |
| 03 !    | Rudolf Rominger        | Szwajcaria      | 219,8 | 133,8  | 353,6 |
| 4       | Rudolf Cranz           | III Rzesza      | 215,7 | 141,9  | 357,6 |
| 5       | Hellmut Lantschner     | III Rzesza      | 206,9 | 152,9  | 359,8 |
| 6       | Christofer Berg        | Norwegia        | 214,1 | 155,4  | 369,8 |
| 7       | Louis Agnel            | Francja         | 212,8 | 166,0  | 378,8 |
| 8       | Hans Hansson           | Szwecja         | 215,5 | 167,0  | 382,5 |
| 9       | Karl Molitor           | Szwajcaria      | 209,6 | 174,1  | 383,7 |
| 10      | Alberto Marcelin       | Włochy          | 226,1 | 166,3  | 392,4 |
| 11      | Johan Kvernberg        | Norwegia        | 223,6 | 169,2  | 392,8 |
| 12      | Ciril Praček           | Jugosławia      | 245,3 | 156,4  | 401,7 |
| 13      | Max Robbi              | Szwajcaria      | 234,1 | 183,7  | 417,8 |
| 14      | Giovanni Nogler        | Włochy          | 228,3 | 190,6  | 418,6 |
| 15      | Jan Schindler          | Polska          | 246,3 | 174,4  | 420,7 |
| 16      | Bronisław Czech        | Polska          | 240,2 | 181,6  | 421,8 |
| 17      | James Couttet          | Francja         | 224,0 | 198,2  | 422,2 |
| 18      | Roberto Lacedelli      | Włochy          | 234,1 | 193,7  | 427,8 |
| 19      | Hubert Heim            | Jugosławia      | 248,3 | 190,6  | 438,9 |
| 20      | Maurice Lafforgue      | Francja         | 214,0 | 233,2  | 447,2 |
| 21      | Andreas Wyller         | Norwegia        | 273,4 | 174,4  | 447,8 |
| 22      | Marian Zając           | Polska          | 273,6 | 175,1  | 448,7 |
| 23      | James Palmer-Tomkinson | Wielka Brytania | 227,2 | 237,7  | 464,9 |